# Madison Dylan
Pour les articles homonymes, voir Madison et Dylan.
Madison Dylan, née à Wichita au Kansas, est une actrice, productrice et scénariste américaine.

## Filmographie

### Comme actrice
- 2004 : Veronica Mars (série télévisée)
- 2005 : Showdown at Devil's Butte
- 2005 : Point Pleasant, entre le bien et le mal (série télévisée)
- 2006 : Are You Scared? : Tara
- 2007 : Entourage (série télévisée) : Cindy
- 2009 : Prey for the Island : Eva
- 2009 : American High School : Candi
- 2009 : Accidentally on Purpose (série télévisée) : Heather
- 2009 : Island Bruthas
- 2010 : Nuclear Coleslaw (mini-série) : Perky Ninja
- 2011 : Don't Stop or We'll Die: She Got Titties (In All the Right Places) (court métrage)
- 2011 : Mardi Gras: Spring Break
- 2012 : Betty White's Off Their Rockers (série télévisée) (2 épisodes)
- 2011-2012 : Femme Fatales (série télévise) : Alexis (4 épisodes)
- 2012 : Attack of the 50 Foot Cheerleader
- 2013 : Two and a Half Men (série télévisée) : Laurie
- 2013 : Big Test (court métrage)
- 2015 : South Beach (série télévisée) : Ashley (6 épisodes)
- 2015 : Hey You, It's Me (série télévisée) : la fille parfaite
- 2016 : Humane Treatment (série télévisée)
- 2016 : All Things Pop (série télévisée)
- 2016 : The Dollhouse (court métrage) : Mindy
- 2011-2017 : Robot Chicken (série télévisée) : Samantha Parkington / Courtney / Aurora /... (diverses voix) (5 épisodes)
- 2014-2017 : Monster School Animation (série télévisée) : Noel (voix)
- 2018 : Can't Have You : Megan

### Comme productrice
- 2015 : Hey You, It's Me (série télévisée) (1 épisode)
- 2016 : The Dollhouse (court métrage)
- 2017 : Monster School Animation (série télévisée) (1 épisode)

### Comme scénariste
- 2017 Monster School Animation (série télévisée) (1 épisode)